# П'ятницьке (Ізмалковський район)
П'ятницьке (рос. Пятницкое) — село в Ізмалковському районі Липецької області Російської Федерації.
Населення становить 675  осіб. Належить до муніципального утворення П'ятницька сільрада.

## Історія
З 1934 до 1935 року у складі Воронезької області, у 1935-1937 Курської, а 1937-1954 роках — Орловської області. Відтак входить до складу Липецької області.
Згідно із законом від 2 липня 2004 року №114-оз органом місцевого самоврядування є П'ятницька сільрада.

## Населення
| 2010 | 2012 | 2013 | 2014 | 2015 | 2016 | 2017 |
| ---- | ---- | ---- | ---- | ---- | ---- | ---- |
| 695  | →695 | ↗701 | ↗703 | ↘684 | →684 | →684 |
| 2018 |      |      |      |      |      |      |
| ↘675 |      |      |      |      |      |      |